# Бусирис (митологија)
У грчкој митологији, Бусирис (старогрчки: Βουσιρις) је име које деле две личности:
- Бусирис,  египатски принц, један од синова краља Египта. Доживео је исту судвину као његова браћа, изузев Линкеја; убијени су на дан веначања од стране својих супруга, које су поступале по наређењу свог оца краља Данаја, владара Либије. Оженио је Данаиде.[1]
- Бусирис, краљ Египта, који је приносио људске жртве (странце). Убио га је Херакле.